# Trattato di San Ildefonso (1796)
Il Secondo Trattato di San Ildefonso fu siglato il 19 agosto 1796 tra il Regno di Spagna e la Prima Repubblica francese. I termini dell'accordo prevedevano l'alleanza tra i due paesi e la combinazione delle loro forze contro la Gran Bretagna. Il trattato fu stipulato tra il Primo ministro, Manuel Godoy, in rappresentanza del Regno di Spagna, e il generale francese e futuro Maresciallo dell'Impero, Catherine-Dominique de Pérignon, in rappresentanza della Francia.

## Contesto
Successivamente alla Pace di Basilea del 1795, la Spagna, obiettivo dell'espansionismo dell'Impero britannico sia per via dei porti strategici in Europa sia per i possedimenti oltreoceano trova l'intesa con l'ex nemico nella Guerra del Rossiglione, la Francia che impegnata nella guerra contro la Prima Coalizione possedeva il nemico inglese in comune con i futuri alleati iberici.

## Accordi
Manuel Godoy in rappresentanza di Carlo IV di Spagna, ed il generale Catherine-Dominique de Pérignon, mandato dal Direttorio francese, firmarono il trattato il 18 agosto del 1796 nel Palazzo Reale della Granja de San Ildefonso. I principali punti dell'accordo furono:
- La stipula di una alleanza offensiva e difensiva tra i due paesi.
- Alla richiesta di ciascuna delle parti, l'altra, nel giro di tre mesi era obbligata ad inviare un supporto di una flotta di quindici vascelli, sei fregate e quattro corvette, rigorosamente armate e pronte all'uso. Ad essa si aggiungeva un esercito di terra di 18000 fanti, 6000 cavalieri ed artiglieria in quantità necessaria.
- Le spese per i contingenti di aiuto precedentemente citati dovevano essere sostenute dal paese mandante.
- Nel caso di una guerra di comune accordo, le due parti congiungeranno le proprie forze sotto una direzione militare comune.